# Ferenc Fricsay
Ferenc Fricsay (Budapest, 9 d'agost de 1914 - Basilea, 20 de febrer de 1963) va ser un director d'orquestra hongarès, nacionalitzat austríac l'any 1958

## Biografia
Des de molt jove va mostrar un gran talent musical. Ben aviat va ingressar a l'Acadèmia de música Franz Liszt de Budapest, on va tenir com a professors a Béla Bartók, Zoltán Kodály i Leo Weiner. Va debutar com a director a l'òpera de Szeged. Poc després, des de l'any 1933, va reemplaçar son pare al front de l'orquestra militar d'aquesta mateixa ciutat. En graduar-se el 1933, Fricsay es va convertir en répétiteur per al cor de l'Òpera de Budapest; després, de 1933 a 1943, va ser director musical de lOrquestra Filharmònica Szeged a la tercera ciutat més gran d'Hongria; també va exercir com a director de la seva banda militar des de 1933. El 1942, va ser jutjat pel govern de Miklós Horthy per voler contractar músics jueus i per tenir "sang jueva" ell mateix (segons informes fiables, la seva mare era jueva). Quan els nazis van ocupar Hongria el 1944, l'editor en cap del diari Szeged va advertir Fricsay que la Gestapo planejava arrestar-lo; ell i la seva dona, Marta (nascuda Telbisz) i tres fills Marta, Ferenc i Andras, van evitar aquest destí anant a la clandestinitat a Budapest, ciutat on va organitzar concerts al sòtan de l'Òpera durant els combats fins a l'any 1944.
En acabar la guerra, va abandonar Hongria, instal·lant-se a Salzburg, on va tenir l'ocasió de reemplaçar de manera fortuïta a Otto Klemperer en La Mort de Danton de Gottfried von Einem, l'any 1947. L'any següent va debutar a Berlín, dirigint l'òpera Don Carlos de Verdi. A partir d'ací va iniciar una relació fructífera amb l'Orquestra de la RIAS de Berlín (la ràdio del sector americà de la ciutat), amb la qual treballaria tota la seua vida. En els anys 1950 va treballar entre Berlín, Múnic i Viena, dirigint amb passió les òperes de Mozart i Verdi.
Va fer el seu debut a Buenos Aires aquell any amb Carmina Burana. El 1951 va debutar a Itàlia i amb l'Orquestra Reial del Concertgebouw d'Amsterdam. El 1953 va fer els seus debuts a París, Milà, Lucerna i els Estats Units, on va dirigir l'Orquestra Simfònica de Boston i la Simfònica de San Francisco. Va ser nomenat director musical de la Houston Symphony el 1954, però va dimitir a la meitat de la temporada per "desacords sobre la política musical". (nota 1) Va debutar amb la Filharmònica d'Israel el 1954. Va debutar amb la Filharmònica d'Israel el 1954. Va passar gran part del seu temps a partir de la dècada de 1950 a Alemanya com a director musical de l'Òpera Estatal de Baviera (1956-1958) i com a director de l'Orquestra Simfònica RIAS, la Deutsche Oper Berlin i la Filharmònica de Berlín. També el 1956, va ser nomenat director general de música de l'Òpera Estatal de Baviera, càrrec que va ocupar fins al 1958.
A partir de 1958 la malaltia el va obligar a disminuir el ritme de treball. Aleshores va dedicar-se més a fer enregistraments amb «la seua» orquestra de la Ràdio de Berlín (RIAS). Va contribuir significativament a augmentar el catàleg de Deutsche Grammophon. El novembre de 1961, poc després de la construcció del Mur de Berlín, Fricsay va fer el seu últim concert el 7 de desembre de 1961 a Londres, dirigint l'Orquestra Filharmònica de Londres en l'estrena al Regne Unit de la Simfonia de Zoltán Kodály, el Concert per a violí de Felix Mendelssohn (amb Wolfgang Schneiderhan), i la Simfonia n. 7 de Beethoven. Va patir malalties repetides al llarg de la seva vida i finalment va sucumbir al càncer d'estómac el 20 de febrer de 1963 a l'edat de 48 anys a Basilea, Suïssa.

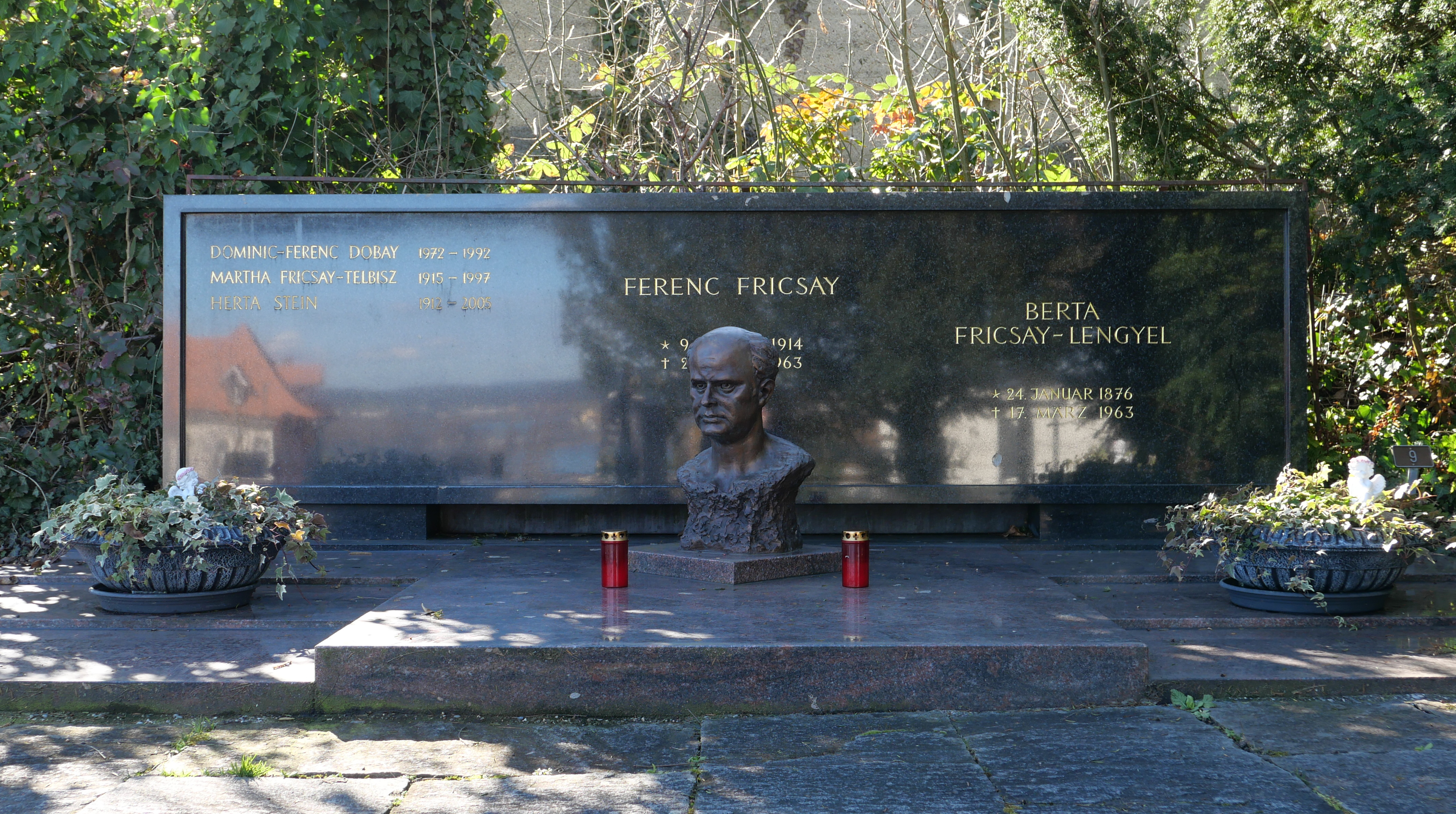
La tomba el 2024 amb un bust de Fricsay i el llac de Constança reflectit a la làpida.

Fricsay va trobar el seu darrer lloc de descans al cementiri d'Ermatingen, al cantó suís de Turgovia, on la família es va establir el 1952. La seva mare Berta, de soltera Lengyel (1876-1963), va morir menys d'un mes després de Fricsay i va ser enterrada al mateix tomba. El seu net Dominic-Ferenc Dobay (1972-1992), la seva primera esposa Martha Fricsay-Telbisz (1915-1997) i Herta Stein (1912-2005) també van ser enterrats al mateix lloc. L'any 2015, la tomba va ser declarada pel municipi com a memorial que està protegit de la dissolució.

## Repertori
El seu repertori abastava des de les simfonies de Haydn a la música contemporània de la seua època: Ígor Stravinski, Frank Martin, Karl Amadeus Hartmann… Des de la dècada de 1950 fins a la seva mort, va gravar per Deutsche Grammophon. Va dirigir la inauguració de la reconstruïda Deutsche Oper Berlin amb una representació de Don Giovanni el 24 de setembre de 1961.
Els seus dos compositors preferits eren sense cap dubte Mozart i Béla Bartók, sobre els quals va escriure un llibre, Über Mozart und Bartok (1962). Va excel·lir en el repertori d'Europa oriental: Antonín Dvořák, Liszt i per descomptat Zoltán Kodály.
Músic excepcional, Fricsay tenia una extrema cura amb el més mínim detall, ja fos en l'òpera com en les sales de concert. Els seus enregistraments reflecteixen una gran precisió, particularment les seues versions de Mozart, Beethoven i Bartók (els concerts per a piano amb el pianista Géza Anda o el Concert per a orquestra per exemple).
Per als enregistraments d'obres vocals sempre va voler rodejar-se d'un equip de cantants fidels, que presentaven com a característiques comunes una perfecta tècnica vocal i un elevat grau de delicadesa d'expressio, de vegades en detriment del volum i la potència d'emissió: Ernst Haefliger, Maria Stader, Dietrich Fischer-Dieskau, Irmgard Seefried… També va col·laborar estretament amb destacats instrumentistes, com ara Johanna Martzy, Yehudi Menuhin, Annie Fischer, Monique Haas, ...